# Доброселье (Починковский район)
Доброселье — деревня в Починковском районе Смоленской области России. Входит в состав Лысовского сельского поселения. По состоянию на 2007 год постоянного населения не имеет.
Расположена в центральной части области в 36 км к юго-востоку от Починка, в 19 км восточнее автодороги А141 Орёл — Витебск. В 18 км западнее деревни расположена железнодорожная станция Стодолище на линии Смоленск — Рославль.

## История
В годы Великой Отечественной войны деревня была оккупирована гитлеровскими войсками в июле 1941 года, освобождена в сентябре 1943 года.